# Cristian Benavente
Cristian Benavente Bristol (Alcalá de Henares, 19 maggio 1994) è un calciatore peruviano, centrocampista del Gloria Buzău.

## Biografia
Sua madre Magali Bristol Elías è stata una giocatrice della nazionale peruviana di pallavolo.

## Caratteristiche tecniche
Benavente è un trequartista, in grado di agire da ala, in possesso di ottime doti tecniche.

## Carriera

### Club
Muove i suoi primi passi nelle giovanili del Real Madrid. Il 17 luglio 2015 passa a parametro zero al MK Dons, in Championship, firmando un contratto biennale; non riuscendo a trovare spazio, il 5 gennaio 2016 rescinde l'accordo con gli inglesi. Il 7 gennaio si accorda con il Charleroi, in Belgio.
Il 22 gennaio 2019 viene tesserato dagli egiziani del Pyramids, in cambio di 6 milioni di euro. Esordisce con gli egiziani due giorni dopo contro lo Zamalek, subentrando al 58' al posto di Afsha. Il 10 agosto 2019 passa in prestito con diritto di riscatto al Nantes. Esordisce in Ligue 1 il 31 agosto contro il Montpellier, subentrando all'82 al posto di Imrân Louza.
Il 1º febbraio 2021 torna in prestito al Charleroi. In seguito si trasferisce ai peruviani dell'Alianza Lima.

### Nazionale
Esordisce in nazionale il 18 aprile 2013 contro il Messico in amichevole, subentrando nella ripresa al posto di Yordy Reyna. Il 20 maggio 2016 viene convocato dal CT Ricardo Gareca per partecipare alla Copa América Centenario negli Stati Uniti.

## Statistiche

### Presenze e reti nei club
Statistiche aggiornate al 26 febbraio 2021.
| Stagione             | Squadra              | Campionato           | Campionato | Campionato | Coppe nazionali | Coppe nazionali | Coppe nazionali | Coppe continentali | Coppe continentali | Coppe continentali | Altre coppe | Altre coppe | Altre coppe | Totale | Totale | Totale |
| Stagione             | Squadra              | Comp                 | Pres       | Reti       | Comp            | Pres            | Reti            | Comp               | Pres               | Reti               | Comp        | Pres        | Reti        | Pres   | Reti   |        |
| -------------------- | -------------------- | -------------------- | ---------- | ---------- | --------------- | --------------- | --------------- | ------------------ | ------------------ | ------------------ | ----------- | ----------- | ----------- | ------ | ------ | ------ |
| 2013-2014            | Real Madrid B        | SD                   | 8          | 0          | -               | -               | -               | -                  | -                  | -                  | -           | -           | -           | 8      | 0      |        |
| 2014-2015            | Real Madrid B        | SDB                  | 25         | 3          | -               | -               | -               | -                  | -                  | -                  | -           | -           | -           | 25     | 3      |        |
| Totale Real Madrid B | Totale Real Madrid B | Totale Real Madrid B | 33         | 3          |                 | -               | -               |                    | -                  | -                  |             | -           | -           | 33     | 3      |        |
| 2015-gen. 2016       | MK Dons              | FLC                  | 2          | 0          | FACup+CdL       | 0+3             | 0               | -                  | -                  | -                  | -           | -           | -           | 5      | 0      |        |
| gen.-giu. 2016       | Charleroi            | D1                   | 9+2        | 2          | CB              | -               | -               | UEL                | -                  | -                  | -           | -           | -           | 11     | 2      |        |
| 2016-2017            | Charleroi            | D1                   | 19+6       | 2+2        | CB              | 3               | 2               | -                  | -                  | -                  | -           | -           | -           | 28     | 6      |        |
| 2017-2018            | Charleroi            | D1                   | 27+9       | 8+1        | CB              | 3               | 2               | -                  | -                  | -                  | -           | -           | -           | 39     | 11     |        |
| 2018-gen. 2019       | Charleroi            | D1                   | 22         | 9          | CB              | 2               | 1               | -                  | -                  | -                  | -           | -           | -           | 24     | 10     |        |
| gen.-giu. 2019       | Pyramids             | PL                   | 12         | 3          | CE              | 0               | 0               | -                  | -                  | -                  | -           | -           | -           | 12     | 3      |        |
| 2019-2020            | Nantes               | L1                   | 12         | 0          | CF+CdL          | 0+1             | 0               | -                  | -                  | -                  | -           | -           | -           | 13     | 0      |        |
| 2020-gen. 2021       | Anversa              | D1                   | 9          | 2          | CB              | 0               | 0               | UEL                | 6                  | 0                  | -           | -           | -           | 15     | 2      |        |
| gen.-giu. 2021       | Charleroi            | D1                   | 3          | 0          | CB              | 2               | 0               | -                  | -                  | -                  | -           | -           | -           | 5      | 0      |        |
| Totale Charleroi     | Totale Charleroi     | Totale Charleroi     | 80+17      | 21+3       |                 | 10              | 5               |                    | -                  | -                  |             | -           | -           | 107    | 29     |        |
| Totale carriera      | Totale carriera      | Totale carriera      | 165        | 32         |                 | 14              | 5               |                    | 6                  | 0                  |             | -           | -           | 185    | 37     |        |

### Cronologia presenze e reti in nazionale
| Cronologia completa delle presenze e delle reti in nazionale ― Perù | Cronologia completa delle presenze e delle reti in nazionale ― Perù | Cronologia completa delle presenze e delle reti in nazionale ― Perù | Cronologia completa delle presenze e delle reti in nazionale ― Perù | Cronologia completa delle presenze e delle reti in nazionale ― Perù | Cronologia completa delle presenze e delle reti in nazionale ― Perù | Cronologia completa delle presenze e delle reti in nazionale ― Perù | Cronologia completa delle presenze e delle reti in nazionale ― Perù |
| Data                                                                | Città                                                               | In casa                                                             | Risultato                                                           | Ospiti                                                              | Competizione                                                        | Reti                                                                | Note                                                                |
| ------------------------------------------------------------------- | ------------------------------------------------------------------- | ------------------------------------------------------------------- | ------------------------------------------------------------------- | ------------------------------------------------------------------- | ------------------------------------------------------------------- | ------------------------------------------------------------------- | ------------------------------------------------------------------- |
| 18-4-2013                                                           | San Francisco                                                       | Messico                                                             | 0 – 0                                                               | Perù                                                                | Amichevole                                                          | -                                                                   | 46’ 50’                                                             |
| 1-6-2013                                                            | Panama                                                              | Panama                                                              | 1 – 2                                                               | Perù                                                                | Amichevole                                                          | 1                                                                   | 60’                                                                 |
| 11-10-2013                                                          | Buenos Aires                                                        | Argentina                                                           | 3 – 1                                                               | Perù                                                                | Qual. Mondiali 2014                                                 | -                                                                   | 46’                                                                 |
| 15-10-2013                                                          | Lima                                                                | Perù                                                                | 1 – 1                                                               | Bolivia                                                             | Qual. Mondiali 2014                                                 | -                                                                   | 46’                                                                 |
| 3-6-2014                                                            | Lucerna                                                             | Svizzera                                                            | 2 – 0                                                               | Perù                                                                | Amichevole                                                          | -                                                                   | 53’                                                                 |
| 14-10-2014                                                          | Lima                                                                | Perù                                                                | 1 – 0                                                               | Guatemala                                                           | Amichevole                                                          | -                                                                   | 57’                                                                 |
| 14-11-2014                                                          | Luque                                                               | Paraguay                                                            | 2 – 1                                                               | Perù                                                                | Amichevole                                                          | -                                                                   | 82’                                                                 |
| 18-11-2014                                                          | Lima                                                                | Perù                                                                | 2 – 1                                                               | Paraguay                                                            | Amichevole                                                          | -                                                                   | 46’ 84’                                                             |
| 1-4-2015                                                            | Fort Lauderdale                                                     | Perù                                                                | 0 – 1                                                               | Venezuela                                                           | Amichevole                                                          | -                                                                   | 71’                                                                 |
| 25-5-2016                                                           | Lima                                                                | Perù                                                                | 4 – 0                                                               | Trinidad e Tobago                                                   | Amichevole                                                          | 1                                                                   | 57’                                                                 |
| 30-5-2016                                                           | Washington                                                          | El Salvador                                                         | 1 – 3                                                               | Perù                                                                | Amichevole                                                          | -                                                                   | 57’                                                                 |
| 18-6-2016                                                           | East Rutherford                                                     | Perù                                                                | 0 – 0 (2 – 4 dtr)                                                   | Colombia                                                            | Coppa America Centenario - Quarti di finale                         | -                                                                   | 81’                                                                 |
| 7-9-2016                                                            | Lima                                                                | Perù                                                                | 2 – 1                                                               | Ecuador                                                             | Qual. Mondiali 2018                                                 | -                                                                   | 73’                                                                 |
| 7-10-2016                                                           | Lima                                                                | Perù                                                                | 2 – 2                                                               | Argentina                                                           | Qual. Mondiali 2018                                                 | -                                                                   | 46’                                                                 |
| 24-3-2018                                                           | Miami                                                               | Perù                                                                | 2 – 0                                                               | Croazia                                                             | Amichevole                                                          | -                                                                   | 64’                                                                 |
| 28-3-2018                                                           | Lipsia                                                              | Perù                                                                | 3 – 1                                                               | Islanda                                                             | Amichevole                                                          | -                                                                   | 66’                                                                 |
| 16-11-2018                                                          | Lima                                                                | Perù                                                                | 0 – 2                                                               | Ecuador                                                             | Amichevole                                                          | -                                                                   | 46’                                                                 |
| 20-11-2018                                                          | Arequipa                                                            | Perù                                                                | 2 – 3                                                               | Costa Rica                                                          | Amichevole                                                          | -                                                                   | 81’                                                                 |
| 16-11-2019                                                          | Miami Gardens                                                       | Colombia                                                            | 1 – 0                                                               | Perù                                                                | Amichevole                                                          | -                                                                   |                                                                     |
| Totale                                                              |                                                                     | Presenze                                                            | 19                                                                  |                                                                     | Reti                                                                | 2                                                                   |                                                                     |